# Purpuricenus goetzei
Purpuricenus goetzei är en skalbaggsart som beskrevs av H. Kuntzen 1915. Purpuricenus goetzei ingår i släktet Purpuricenus och familjen långhorningar.
Artens utbredningsområde är:
- Burundi.
- Rwanda.

Inga underarter finns listade i Catalogue of Life.